# Scutellidium intermedium
Scutellidium intermedium is een eenoogkreeftjessoort uit de familie van de Tisbidae. De wetenschappelijke naam van de soort is voor het eerst geldig gepubliceerd in 1941 door Nicholls.